# Rudolf Abel (orvos)
Rudolf Abel (Frankfurt (Oder), 1868. december 21. – Jéna, 1942. augusztus 8.) német bakteriológus, orvos.

## Élete
1890-ben avatták orvossá Greifswaldban. Friedrich Loeffler asszisztense lett, 1893-ban habilitált orvosi higiéniából. Ezután magánoktatóként és vezető orvosi igazgatóként dolgozott Hamburgban, a berlini rendőrség főigazgatóságában, valamint a porosz kulturális minisztériumban. 1910 és 1915 között a berlini Königlichen Landesanstalt für Wasserhygiene (Királyi Vízhigiénés Intézet) vezetőjének tanácsosa volt. 1915-ben August Gärtner utódaként a higiénia professzora lett Jénában. 1933. június 4. Friedrich Wilhelm Bickert docens, az NSDAP tagja részletes panaszt intézett Türingia Oktatási Minisztériumához, számos állítással Abel tevékenysége ellen. Ezután Abraham Esau, a Jénai Egyetem rektora vizsgálatot indított, melyet 1933. november 10. zártak le, Rudolf Abelt a vádak alól felmentették. Bickert 1934. április 1. lemondott egyetemi tisztségéről.

## Önálló munkái
- Taschenbuch für die bakteriologischen Praktikanten. Würzburg, 1894
- Über einfache Hilfsmittel zur Ausführung bakteriologischer Untersuchungen. Würzburg, 1899
- Die Vorschriften zur Sicherung gesundheitsgemäßer Trink- und Nutzwasserversorgung. Berlin, 1911

## Külső hivatkozások
- Munkáinak felsorolása a Deutsche Nationalbibliothek oldalán
- Néhány munkája a Wikisources oldalán
- Munkája a Biodiversity oldalán

## Fordítás
- Ez a szócikk részben vagy egészben  a   Rudolf Abel című német Wikipédia-szócikk ezen változatának fordításán alapul.  Az eredeti cikk szerkesztőit annak laptörténete sorolja fel. Ez a jelzés csupán a megfogalmazás eredetét és a szerzői jogokat jelzi, nem szolgál a cikkben szereplő információk forrásmegjelöléseként.